# 达岚镇
达岚镇，是中华人民共和国湖南省湘西土家族苗族自治州泸溪县下辖的一个乡镇级行政单位。

## 行政区划
达岚镇下辖以下地区：
达岚坪社区、龙溪口村、六里村、覃木阳村、五德村、麻坪村、潮地村、都用村和新田村。

## 中国传统村落
2013年8月，岩门村被评为第二批中国传统村落。